# 奈良原一高
奈良原 一高（ならはら いっこう、1931年11月3日 - 2020年1月19日）は、日本の写真家。

## 人物
大牟田に生まれる。本姓は楢原。判事であった父親の転勤にともない日本各地を転々とし3歳から6歳までを長崎で過ごす。1950年、島根県立松江高校（現・島根県立松江北高等学校）卒業。1954年、中央大学法学部を卒業し、早稲田大学大学院芸術専攻（美術史）修士課程に入学。前衛美術に傾倒し、1955年には、池田満寿夫、靉嘔らが結成したグループ「実在者」に参加。桜島の黒神村、長崎の端島（軍艦島）における人々の生活から鮮烈な印象を受け、両島の取材を開始。その成果を問うべく1956年に開催した初個展「人間の土地」が大きな反響を呼び、写真家としての道を進めた。1958年、個展「王国」で日本写真批評家協会賞新人賞を受賞。
1959年、東松照明・細江英公・川田喜久治・佐藤明・丹野章と、写真家によるセルフ・エージェンシー「VIVO」を結成（1961年解散）。『ヨーロッパ・静止した時間』（1967）で、日本写真批評家協会賞作家賞、芸術選奨文部大臣賞、毎日芸術賞を受賞。1986年「ヴェネツィアの夜」に対して、日本写真協会年度賞を受賞。1987年、東川賞国内作家賞を受賞。1996年、紫綬褒章を受章。2002年、パリ写真美術館で、2004年、東京都写真美術館で回顧展が開催されるなど、国内外で高く評価されている。2005年、日本写真協会功労賞を受賞。2006年、旭日小綬章を受章。
2020年1月19日16時29分、心不全のため東京都世田谷区の介護施設で死去。88歳没。

## 刊行作品
- 『人間の土地』個展図録, 1956
- 『ヨーロッパ・静止した時間 奈良原一高写真集』鹿島研究所出版会, 1967
- 『スペイン・偉大なる午後』求龍堂, 1969
- 『ジャパネスク』毎日新聞社, 1970
- 『筑摩フォト・ギャラリー 7 奈良原一高集』筑摩書房, 1971
- 『王国』中央公論社, 1971
- 『生きる歓び』毎日新聞社, 1972
- 『消滅した時間』朝日新聞社, 1975
- 『王国 Domains 沈黙の園・壁の中』ソノラマ写真選書 朝日ソノラマ, 1978
  - 新編『王国 Domains』復刊ドットコム, 2019
- 『現代日本写真全集 日本の美 第9巻  近くて遥かな旅』集英社, 1979
- 『写真の時間』プラネタリー・ブックス 工作舎, 1981 - 松岡正剛共著
- 『光の回廊-サン・マルコ』ウナックトウキョウ, 1981
- 『昭和写真・全仕事 series 9　奈良原一高』朝日新聞社, 1983
- 『肖像の風景　奈良原一高写真集』新潮社, 1985
- 『ヴェネツィアの夜　奈良原一高写真集』岩波書店, 1985
- 『ヴェネツィアの光』流行通信, 1987
- 『星の記憶 奈良原一高写真集』PARCO出版局, 1987
- 『人間の土地』リブロポート, 1987、復刊ドットコム, 2017、2022
- 『魅惑のヴェネツィア』図録：PPS通信社, 1987
- 『BROADWAY　ブロードウェイ』クレオ, 1991
- 『1万5千回の夜の間に』モール, 1994
- 『空 Ku』写真解説 リブロポート, 1994
- 『Tokyo,the'50s』モール, 1996
- 『ポケット東京』クレオ, 1997
- 『日本の写真家31　奈良原一高』岩波書店, 1997 - 序 飯沢耕太郎
- 『天 HEAVEN』クレオ, 2002
- 『円』ニコンサロンブックス クレオ, 2004
- 『奈良原一高写真集 時空の鏡』新潮社, 2004 - 大著
- 『無国籍地 1954』クレオ, 2004
- 図録『手のなかの空　奈良原一高　1954-2004』島根県立美術館, 2010
- 図録『奈良原一高 王国』東京国立近代美術館, 2014
- 『太陽の肖像 文集』白水社, 2016、復刊2024 - 序 福島辰夫、跋 勝井三雄
- 『奈良原一高のスペイン 約束の旅』クレヴィス, 2019 - 解説者は下記